# Ali Gabr
Ali Gabr Mossad (ur. 10 stycznia 1989 w Aleksandrii) – egipski piłkarz występujący na pozycji obrońcy w angielskim klubie West Bromwich Albion oraz w reprezentacji Egiptu.